# Tepha
Tepha ist ein See im osttimoresischen Suco Opa (Verwaltungsamt Lolotoe, Gemeinde Bobonaro). Er liegt südlich von Lolotoe, dem Hauptort des Verwaltungsamtes. Östlich befindet sich der Berg Gubulba (906 m).